# Dermestes pardalis
Dermestes pardalis is een keversoort uit de familie spektorren (Dermestidae). De wetenschappelijke naam van de soort werd in 1808 gepubliceerd door Gustaf Johan Billberg in Schönherr.